# Blériot XII
Блерио XII (фр. Blériot XII) — аэроплан, построенный французским авиатором Луи Блерио. Первый самолёт, совершивший полёт 12 июня 1909 года с пилотом и двумя пассажирами на борту. В том же году Блерио на этом самолёте занял второе место в Кубке Гордона Беннетта и установил новый рекорд скорости.

## Лётно-технические характеристики
Технические характеристики
- Экипаж: 1
- Пассажировместимость: 2
- Длина: 9,5 м
- Размах крыла: 10,0 м
- Высота:
- Площадь крыла: 22 м²
- Масса пустого: 600 кг
- Силовая установка: 1 × E.N.V.
- Мощность двигателей: 1 × 47 л.с. (1 × 35 кВт)

Лётные характеристики
- Максимальная скорость: 100 км/ч

## История становления
Самолёт впервые поднялся в воздух 21 мая 1909 года и в течение нескольких следующих недель совершил ряд длительных перелётов. 12 июня 1909 года Блерио XII стал первым самолётом, поднявшим в воздух помимо лётчика ещё двух человек (пассажиров). Одним из пассажиров был Альберто Сантос-Дюмон.